# SN 2000ds
SN 2000ds – supernowa typu Ib odkryta 10 października 2000 roku w galaktyce NGC 2768. W momencie odkrycia miała maksymalną jasność 17,90m.